# Jan Tarnowski
Jan Tarnowski teljes nevén Jan Amor Tarnowski (Tarnów, 1488. k. – Wiewiórka, Kárpátaljai vajdaság, 1561. május 16.) lengyel hetman 1527-től haláláig, krakkói vajda 1535-től, kastellán 1536-tól, vörösoroszországi vajda 1527-től, wojniczi kastellán 1522-től.

## Élete
Kis-Lengyelországban született. A mai Tarnów családjának névadója. Édesapja Jan Amor Młodszy Tarnowski krakkói vajda volt, édesanyja Rożnówi Borbála is neves szenátori család sarja.
Ifjúkorában Jagelló Frigyes akkor még kardinálisként működő későbbi gnieznói érsek, valamint János Albert, Sándor és Öreg Zsigmond lengyel királyok udvarában nevelkedett. Tanult a krakkói akadémián, ahol széles körű műveltséget szerzett és a hadvezetés terén is jeleskedett.
1501-ben már udvaronc volt. 1507-ben lovaskapitányként egy évig Litvániában harcolt az oroszok ellen, Konstanty Ostrogski litván hetman parancsnoksága alatt. 1512-ben egy lengyel ezred parancsnokaként részt vett egy Moldva elleni hadjáratban. Ezután mintegy tíz éven át hadakozott Moszkva ellen újból Ostrogski alatt. Az 1514. évi orsząi ütközetben nagyszabású portyázó támadásokat hajtott végre az orosz sereg ellen.

1517-ben megbízatást kapott, hogy vegyen részt a haderőfejlesztésben. E célból ellátogatott a Közel-Keletre, ahol felkereste Szíriát, Palesztinát, Egyiptomot és az Oszmán Birodalmat. Jeruzsálemi útja során az ottani Szent János Lovagrend tagjává választotta 1518-ban.
Európába visszatérve megfordult Görögországban, onnan Portugáliába ment, ahol rövid időre I. Mánuel szolgálatába állt és egy mórok elleni hadjáratban vette ki a részét. 1519-ben alighogy hazatért Lengyelországba, nyomban Poroszország elleni háborúban harcolt, s elfoglalta Königsberget (ma Kalinyingrád, Oroszország) 1520-ban. A Német Lovagrend elleni utolsó háború eldöntötte a keresztes lovagi rend sorsát és államuk néhány év múlva összeomlott.
Külföldi útjai során elsősorban a lovassági harcmodort tanulmányozta és megkezdte az új típusú lengyel huszárság megszervezését, akik idővel Európa legjobb lovaskatonáinak számítottak.

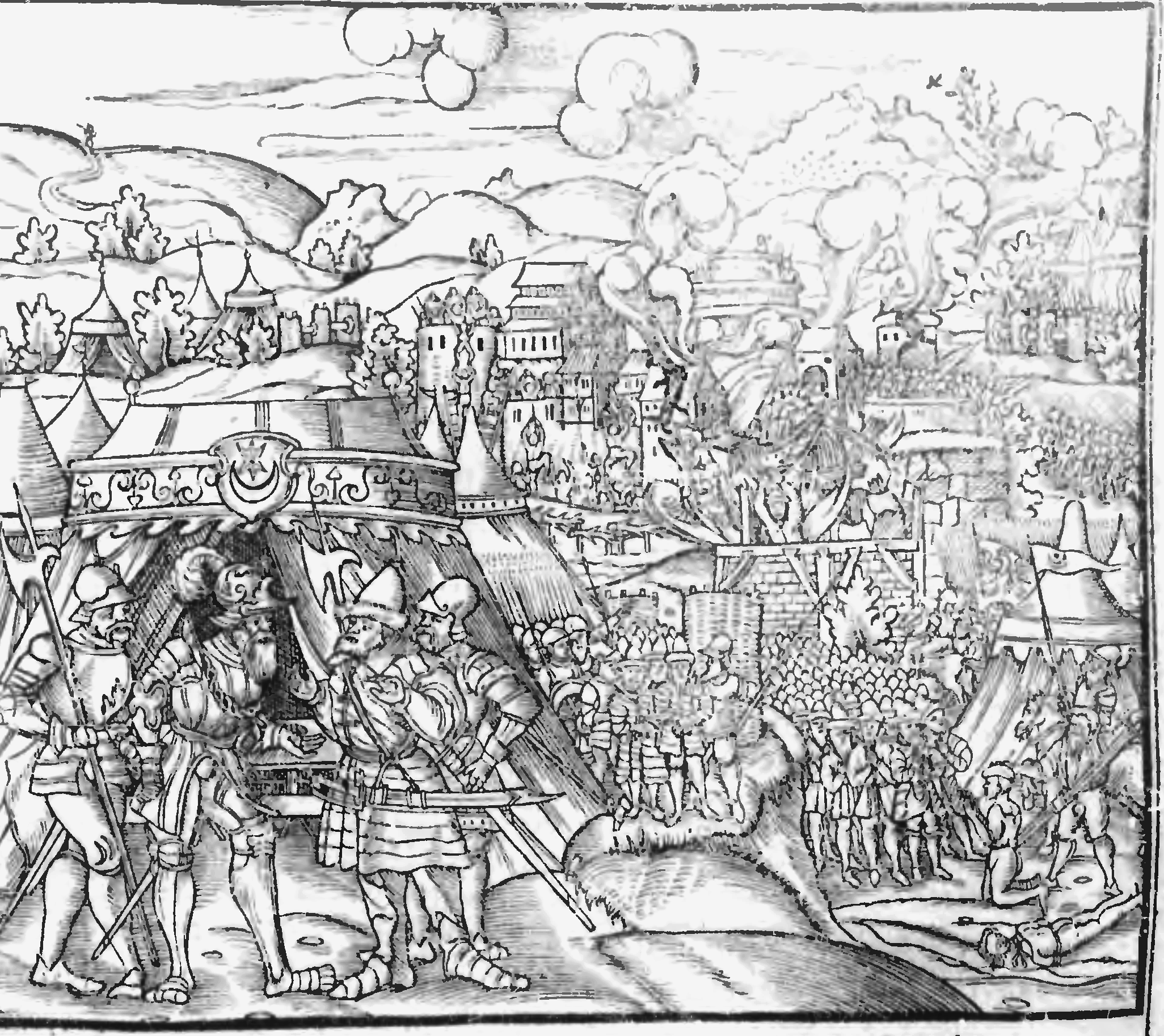
Tarnowski a sztarodubi csatában, 1535

1521-ben Magyarországon harcolt a törökök ellen, II. Lajos király oldalán. 1524-ben Lwów alatt egy délről előretört török portyázó seregre mért vereséget. 1528-ban a I. Ferdinánd főherceg által elűzött Szapolyai Jánost fogadta Tarnówban, ahol a király végig tartózkodott. Szapolyai szerette volna, ha rokona a lengyel király segítséget nyújtana neki és Tarnowski állna esetleg annak a lengyel seregnek az élére, amely Csehországba és Ausztriába tört volna be, de Zsigmond király nem adta meg a kért támogatást.
1531-ben a szejm Tarnowskit küldte IV. Péter moldvai vajda ellen, aki felett fényes győzelmet aratott az obertini csatában, Halicsban. Ez katonai pályafutásának leghíresebb haditette. Ebben az ütközetben vetette be először az új típusú lovasságot.
1534-ben ismét Moszkva ellen harcolt. 1535-ben újabb hírnevet szerzett a fehéroroszországi Gomel (Homel) és Sztarodub (Starodub) elfoglalásával.
A szejmben mindig hűséges volt a királyhoz és rengeteget segítette az ő vele szembenálló nemesek ellen. A királyi családdal bensőséges és őszinte kapcsolatban állt.
1558-ban Consilium rationis bellicae latin nyelvű munkát jelentetett, amelyben korának haditechnikai módszereit elemzi.

A mai Szlovákiához közeli Wiewiórkában halt meg.

## Fordítás
- Ez a szócikk részben vagy egészben  a   Jan Amor Tarnowski című lengyel Wikipédia-szócikk fordításán alapul.  Az eredeti cikk szerkesztőit annak laptörténete sorolja fel. Ez a jelzés csupán a megfogalmazás eredetét és a szerzői jogokat jelzi, nem szolgál a cikkben szereplő információk forrásmegjelöléseként.